# Station Glasgow Queen Street
Station Glasgow Queen Street (Engels: Glasgow Queen Street railway station; Schots-Gaelisch: Glaschu Sràid na Banrighinn) is een treinstation in het centrum van de Schotse stad Glasgow, aan George Square tegenover Glasgow City Chambers. Het is het kleinere van de twee centrale stations van Glasgow (het andere is station Glasgow Central).
De treinen stoppen op twee verdiepingen: onder de lokale treinen (twee perrons) en boven de treinen naar het noorden en oosten van Schotland (zeven perrons). De treinen naar station Edinburgh Waverley (Glasgow to Edinburgh via Falkirk Line) vertrekken hier elk kwartier.
Station Glasgow Queen Street staat in directe verbinding met metrostation Buchanan Street, waardoor veel bestemmingen in de stad gemakkelijk bereikbaar zijn. Wil men naar station Glasgow Central, dan moet men echter de bus nemen, of zeshonderd meter lopen.
Glasgow Queen Street · Croy · Falkirk High · Polmont · Linlithgow · Edinburgh Park · Haymarket · Edinburgh Waverley